# Носоглоточные оводы
Носоглоточные оводы (лат. Oestrinae) — подсемейство насекомых из отряда двукрылых. Входит в состав семейства оводы (Oestridae).

## Экология и местообитания
Носоглоточные оводы живородящи, самка на лету вбрызгивает личинок в ноздри овец, коз, лошадей, верблюдов, оленей, антилоп. Личинки паразитируют на веке, слизистой оболочке глаза и носа, внутри глазного яблока. При проникновении внутрь головы личинки локализуются в носовых и лобных пазухах, решетчатой кости, в глотке. Полостные оводы являются эндопаразитами и вызывают полостные миазы.

## Классификация
К носоглоточным оводам относятся 35 видов в 9 родах:
- Cephenemyia
- Cephalopina
- Gedoelstia
- Kirkioestrus
- Oestrus
- Pharyngobolus
- Pharyngomyia
- Rhinoestrus
- Tracheomyia